# 埃里希·普里布克
埃里希·普里布克（德語：Erich Priebke，1913年7月29日—2013年10月11日），生於德意志帝國普魯士王國的亨尼希斯多夫，是前納粹德國武裝親衛隊上尉。1996年，以戰爭罪遭起訴，1998年被判有罪，在羅馬家中終身拘禁。普里布克認為他只是執行上級命令，宣稱無罪，並拒絕道歉。

## 生平
1944年，武裝親衛隊奉希特勒命令，在羅馬郊區的阿爾帖亭洞窟（Ardeatine caves），以用10個義大利人賠1條德軍人命的規則，屠殺了335名義大利人，來為33位被當地反抗軍殺害的德國軍人填命，普里布克為負責督導實行的軍官之一。這335名義大利人中，其中有75人具猶太人血統，但他們都是普通平民，並不是反抗軍成員。
二次世界大戰結束後，普里布克被英軍羈押在義大利北部的一處戰犯營。1946年脫逃至阿根廷。
1994年，記者發現普里布克的行蹤，德國與義大利皆向阿根廷要求引渡。1995年，普里布克被引渡至義大利，1996年被起訴。埃里希·普里布克在法庭上只承認他曾經射殺兩名囚犯，認為自己只是執行上級命令，宣稱無罪。1998年被判有罪，處終身監禁，但考量他年事已高，在他羅馬家中執行。
2013年10月11日，埃里希·普里布克在羅馬家中去世。根據埃里希·普里布克的遺囑，他希望安葬在阿根廷，但遭到阿根廷政府拒絕。義大利政府希望德國接收他的遺體，但也遭到德國拒絕。義大利政府最終將他的遺體火化後，秘密下葬，以避免新納粹主義份子利用他的墓地進行政治活動。

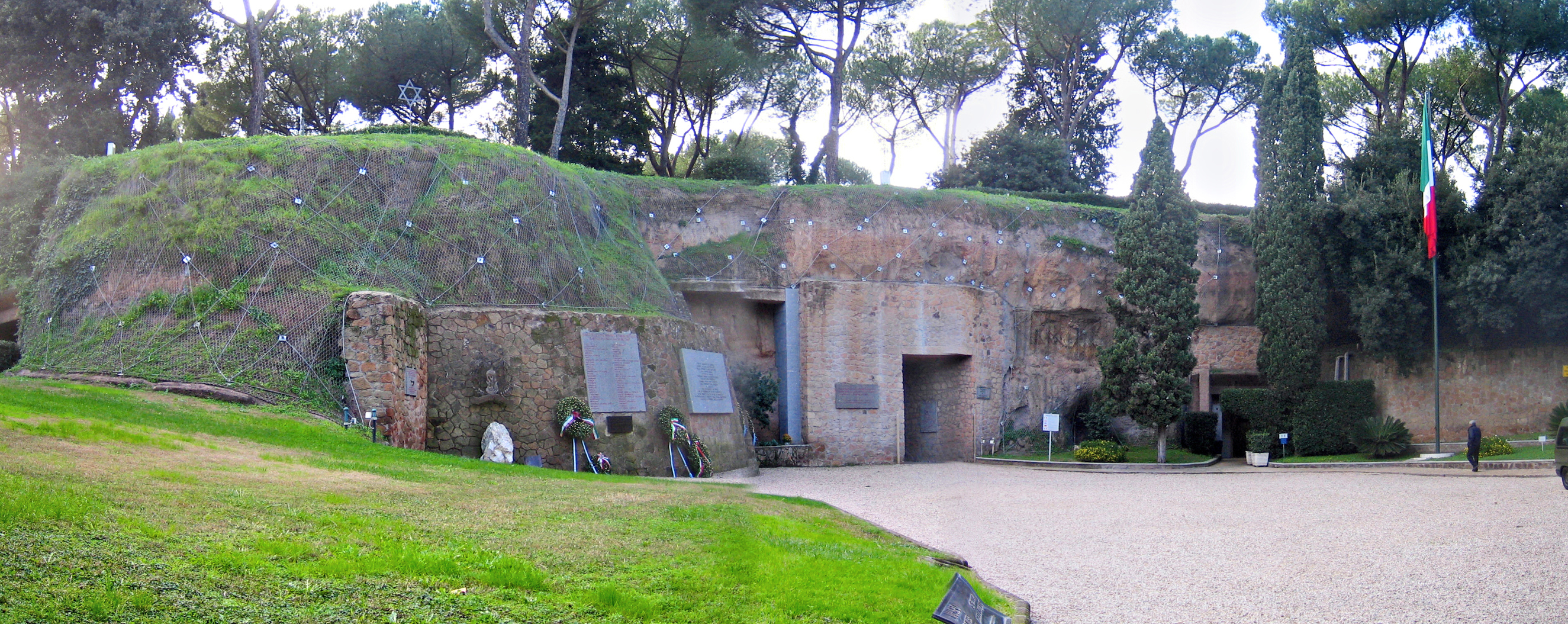
在羅馬郊區的阿爾帖亭洞窟